# 東納爾森鎮區 (伊利諾伊州莫爾特里縣)
東納爾遜鎮區（英語：East Nelson Township）是位於美國伊利諾伊州莫爾特里縣的一個行政鎮區。

## 地方資料
根據2010年美國人口普查的數據，東納爾遜鎮區的面積為96.10平方千米，當中陸地面積為95.90平方千米，而水域面積為0.20平方千米。當地共有人口1065人，而人口密度為每平方千米11.08人。